# Csend és kiáltás
A Csend és kiáltás 1968-ban bemutatott fekete-fehér magyar filmdráma, amelyet Jancsó Miklós rendezett.

## Történet
1919 után egy alföldi tanyán a csendőrparancsnok hallgatólagos beleegyezésével rejtegetik Istvánt, a volt vöröskatonát. A környék rettegésben él, a félelem és a megalázottság érzése lesz úrrá az embereken. A tanya gazdája, Károly is felügyelet alatt áll. A teljes jogbizonytalansággal visszaélve a szintén a tanyán élő Teréz és Anna arzénnal mérgezik Károlyt és az öregasszonyt. István hivatalos bejelentést tesz a dologról, noha tudja, hogy ezzel sorsa megpecsételődött...

## Szereplők
- Törőcsik Mari (Teréz)
- Madaras József (Károly)
- Latinovits Zoltán (csendőrparancsnok)
- Drahota Andrea (Anna)
- Kozák András (István)
- Bujtor István (Kovács II)
- Siménfalvy Ida (Teréz anyja)
- Koltai János (kocsis paraszt)
- Siménfalvy Sándor (öreg paraszt)
- Sallay Kornélia (Veronika néni)
- Gór Nagy Mária (Kis Veronika)
- Görbe János (juhász)
- Szabó László (detektív)
- Philippe Hadiquet (fényképész).

További szereplők: Boga Mari, Eisler Károly, Gór Nagy Mária, Kamarás Ferenc, Konrád József, Köllő Miklós, Körtvélyessy Zsolt, Schütz Ila, Szili Sándor, Talán Tibor, Vajó Sándor

## Díjak
Magyar Játékfilmszemle (1968)
- díj: rendezői díj

Avellino
- díj: Aranydíj

Magyar Filmkritikusok Díja (1969)
- díj: nagydíj
- díj: operatőri díj
- díj: legjobb női alakítás (Törőcsik Mari)